# Łęgnowo
Łęgnowo ist ein Stadtteil der polnischen Stadt Bydgoszcz mit 2.798 Einwohnern. 

## Geschichte

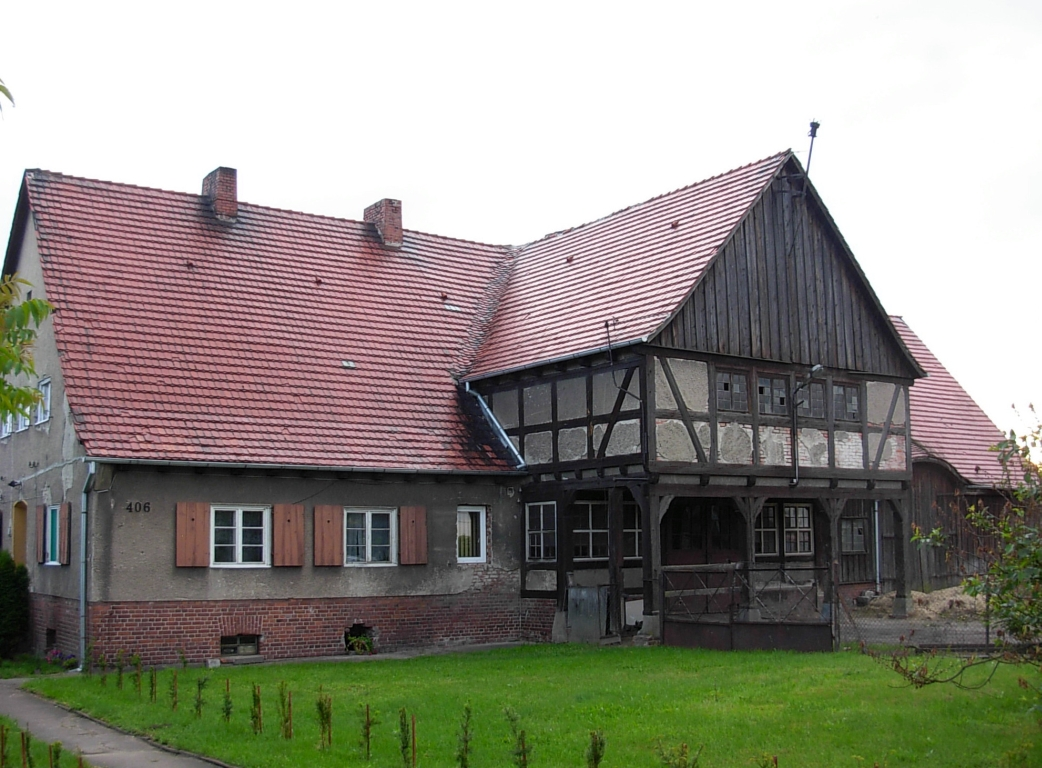
Mennoniten-Haus in Łęgnowo

Der Stadtteil  besteht aus dem ehemaligen Dorf Łęgnowo-Wieś (frühere Namen: Czersk Niemiecki, Deutsch Czersk, Grünbach, Langenau) und der ehemaligen Siedlung Łęgnowo-Osiedle Awaryjne (frühere Namen: Czersk Polski, Polnisch Czersk, Brahnau). Im 16. Jahrhundert siedelten die Grundbesitzer in dem Gebiet holländische Mennoniten an, im 18. und 19. Jahrhundert ließen sich deutsche Kolonisten in den Gebieten nieder.
Nach dem Überfall auf Polen bauten die Deutschen in Brahnau die Dynamit Nobel AG Bromberg. Im Juli 1940 errichteten sie das Außenarbeitslager Bromberg-Brahnau des KZ Stutthof. In dem Lager waren ca. 6.000 Zwangsarbeiter der DAG Bromberg untergebracht. Am 28. Januar 1945 wurden die Insassen des Lagers von der Roten Armee befreit. Bis Juni 1945 befand sich dann in den Gebäuden ein Außenlager des Zentralen Arbeitslager Potulice, in dem 1.500 Deutsche interniert wurden.
Im Jahre 1977 wurde Łęgnowo nach Bydgoszcz eingemeindet.

## Verkehr
Der Haltepunkt Bydgoszcz Łęgnowo liegt an der Bahnstrecke Kutno–Piła.